# Acherontia
Acherontia Laspeyres, 1809 è un genere di lepidottero appartenente alla famiglia Sphingidae.

## Tassonomia
- Acherontia atropos Linnaeus, 1758
- Acherontia lachesis Fabricius, 1798
- Acherontia styx Westwood, 1847